# SN 2002cg
SN 2002cg – supernowa typu Ic odkryta 13 kwietnia 2002 roku w galaktyce UGC 10415. W momencie odkrycia miała maksymalną jasność 17,80m.